# Casa de Valois
La casa de Valois (en francés: Maison de Valois) fue una rama de la dinastía de los Capetos que reinó en Francia entre los años 1328 y 1589. Este reinado se divide en tres periodos distintos con base en el reinado de la rama principal (1328-1498) y dos menores: los Valois-Orleans (1498-1515) y la de los Valois-Angulema (1515-1589). Tras su desaparición fue sucedida en el trono francés por la casa de Borbón. También ostentaron los títulos de duques de Alenzón, de Anjou, de Turena, de Borgoña, de Bretaña y de Brabante, así como los condados de Chartres, Perche, Blois, Nevers y Angulema. La casa de Valois también fue reinante en el Reino de Nápoles (1382-1442) y en la República de las Dos Naciones (1573-1575).

## Historia

### La rama principal
La casa de Valois tiene su origen en la figura de Carlos de Valois,  hijo del monarca francés Felipe III, por tanto miembro de la dinastía de los Capetos. En 1284 fue investido como conde de Valois a los que añadió los títulos de conde de Anjou y de Maine; de Alençon y de Chartres. En 1301 obtuvo, a través de su segundo matrimonio con Catalina de Courtenay, el nombramiento de emperador titular latino. 
La subida de los Valois al trono de Francia se debe a la situación generada tras la muerte de Carlos IV de Francia, de los Capetos, sin dejar heredero varón aunque sí dos hijas. Sin embargo, la ley sucesoria del reino prohibía a las mujeres reinar o transmitir la Corona en herencia a sus hijos varones, por lo que recayó en el pariente masculino más cercano, ese era Felipe de Valois, hijo de Carlos. Felipe subió al trono en 1328 con el nombre de Felipe VI.
Esta sucesión fue puesta en entredicho por el monarca inglés Eduardo III (a su vez, el señor feudal más importante en Francia como duque de Guyena y conde de Ponthieu), quien era hijo de Isabel de Francia, hija de Felipe IV y hermana del difunto Carlos IV. Este conflicto dinástico desembocó en una confrontación entre ambas coronas, la guerra de los Cien Años (1337-1453). La guerra se decantó en el campo de batalla del lado inglés hasta el reinado de Carlos VII, cuando la Corona francesa recobró los territorios (salvo la plaza de Calais) y pudo reafirmar su derecho sobre el trono francés.
Durante este periodo, la casa de Valois también se entronizó en el ducado de Borgoña. El rey Juan II de Francia invistió a su hijo Felipe con el ducado en 1363, convirtiéndose en el vasallo más importante de la Corona francesa. En el conflicto, la rama borgoñona fue cambiando de bando, así, primero de parte de la causa francesa hasta 1404, cuando la disparidad de intereses entre Juan de Borgoña y su primo Luis de Valois, duque de Orleans (hermano del rey Carlos VI y sobrino de Felipe de Borgoña), provocó una guerra civil entre los borgoñones y los armagnac (1407-1435). Como consecuencia de este conflicto fueron asesinados primero Luis (1407) y después Juan (1419). Sin embargo, a partir de 1435 se reconciliaron ambas ramas en la defensa de la causa del rey Carlos VII para expulsar a los ingleses. 
Con la dinastía Valois, durante los reinados de Luis XI y su hijo Carlos VIII se inicia en Francia, a la par que en Europa, el proceso político y socioeconómico que desembocará en la creación de las monarquías autoritarias frente a las viejas instituciones feudales, representadas por la nobleza, que se oponían a la concentración del poder en manos del rey como sucedió en la Guerra loca (1485-1488). Es en este momento cuando Francia inicia también el proceso de expansión territorial más allá de las tradicionales fronteras, especialmente en la península italiana, enfrentándose a la Corona de Aragón.
En 1498 murió el último miembro de la rama principal, el rey Carlos VIII, sin herederos varones, por lo que la corona fue a parar a Luis II de Orleans, pariente cercano del rey fallecido.

### La rama Valois-Orleans

Las relaciones de parentesco de los primeros Valois (1328-1422).

Esta rama menor, como la de Valois-Angulema, era descendiente de Luis de Valois, asesinado en 1407 en la guerra civil entre la nobleza francesa. Solo dos de sus hijos llegaron a la vida adulta, Carlos de Orleans y Juan de Orleans. El mayor, Carlos de Orleans fue investido como duque de Orleans y participó activamente en las campañas militares de la Guerra de los Cien Años hasta su captura en 1415 tras la batalla de Azincourt. Al morir en 1465 fue sucedido en el ducado por su hijo Luis II de Orleans, quien, tras la muerte de Carlos VIII, se convirtió en rey con el nombre de Luis XII de Francia. Luis XII continuó el proceso de concentración del poder en manos de la Corona y prosiguió la intervención militar y política en Italia heredada de su antecesor.
Al carecer también de descendencia masculina, el rey, que había caído enfermo en 1499, hizo llamar a la corte al joven Francisco, hijo de su primo Carlos de Orleans, conde de Angulema, ya que era su único pariente masculino vivo en ese momento y al que nombró duque de Valois. Para afianzar la figura de su sucesor, prometió a su hija Claudia de Francia con Francisco, garantizando, así, que la Corona francesa continuara en la casa de Valois. Esta unión contravenía lo firmado en 1504 en el tratado de Blois, donde Luis XII había comprometido a su hija con Carlos de Habsburgo, hijo de Felipe el Hermoso, duque de Borgoña. En 1515 la Corona francesa pasaba a Francisco que un año antes se había casado con la hija del rey.

### La rama Valois-(Orleans)-Angulema
Como se ha dicho anteriormente, esta casa tiene como ancestro a Luis de Valois y a su segundo hijo, Juan de Orleans, que ostentó el título de conde de Angulema. Al igual que su hermano fue hecho prisionero por los ingleses en el transcurso de la guerra (1412) y no fue liberado hasta 1444. De su matrimonio con Margarita de Rohan solo un hijo llegó a la vida adulta, Carlos de Orleans. Este accedió al condado de Angulema en 1467 y de su matrimonio con Luisa de Saboya nacieron dos hijos:
- Margarita de Angulema (1492-1549), quien será la abuela materna del futuro Enrique IV de la casa de Borbón.
- Francisco de Angulema (1494-1547), futuro rey de Francia tras la muerte de Luis XII.

Ya en el trono, uno de los logros de Francisco I fue fortalecer el poder real culminando el proceso que habían iniciado sus antecesores: Luis XI, Carlos VIII y Luis XII. Su reinado estuvo caracterizado por el estado de guerra con la Monarquía Hispánica bajo el liderazgo de Carlos I, quien fuera prometido de su mujer, en las llamadas guerras italianas. Pese a la derrota en el área italiana, Francisco pudo mantener el control de la Borgoña francesa y abrir la puerta a la expansión francesa hasta el Rin, que culmina el rey Luis XIV ya en el siglo XVII. Su hijo Enrique siguió en conflicto con España, ahora bajo el reinado de Felipe II, hasta su derrota en las batallas de San Quintín (1557) y de Gravelinas (1558). La paz de Cateau-Cambrésis (1559) confirmó la hegemonía hispánica en Europa pero Francia pudo recuperar Calais, última plaza inglesa en suelo francés.
El último periodo de la dinastía Valois en el trono francés está marcada por la crisis interna y las tensiones entre los católicos y los calvinistas o hugonotes franceses. Enrique II de Francia se había casado con Catalina de Médicis en 1533 y tuvieron varios hijos varones que se sucedieron en el trono: Francisco II (1559-1560), Carlos IX (1560-1574) y Enrique III (1574-1589). Tras la muerte del rey, Catalina se convirtió en la verdadera dirigente de los destinos de Francia. Es durante esta época cuando el conflicto religioso dentro de Francia devino en las guerras de religión (1562-1598), un enfrentamiento a tres bandas entre la poderosa familia católica de los Guisa, con apoyo español, la Corona francesa (bajo los hijos Enrique II) y los hugontes liderados por Enrique de Navarra. La guerra fue favorable a la Corona hasta el reinado de Enrique III, cuando Catalina perdió toda influencia sobre su hijo. En un intento de conseguir la paz, el rey había firmado el Edicto de Beaulieu en 1576 por el que hacía numerosas concesiones a los hugonotes. Pero esto provocó la protesta de los miembros de la poderosa Liga Católica, dirigidos por Enrique de Guisa, por lo que el rey dejó sin efecto tal edicto, al tiempo que supuso un enfrentamiento entre los Guisa y la Corona.
La situación de los Valois se volvió en contra a partir de 1584 cuando falleció el joven hermano del rey, Francisco de Anjou. El rey sin herederos decidió nombrar a Enrique de Navarra, líder de los hugonotes, heredero al trono. Las protestas de la Liga Católica, en el marco de las tensas relaciones en ese momento entre católicos y protestantes en el resto de Europa, provocó un alzamiento católico en París que obligó al rey a huir de la capital (1588). Entonces Enrique convocó a los Estados Generales en Blois confirmando su política contra el protestantismo, pero maquinó para alejar a los Guisa del poder ordenando el asesinato del podereoso Enrique de Guisa. En 1589 Enrique III se reconciliaba con Enrique de Navarra, confirmando su sucesión, y juntos emprendieron el asedio de París. Sin embargo, un fraile dominico miembro de la Liga, Jacques Clément, apuñaló al rey causándole la muerte. Enrique de Navarra se convertía en rey en 1589, dando origen a la dinastía Borbón (se convirtió al catolicismo en 1593). 
Con la muerte de Enrique III se ponía fin a la dinastía de los Valois.

## Otras ramas menores
Una de las ramas menores más importantes, fuera del trono francés, fue la casa de Valois-Borgoña. Esta casa fue fundada cuando el rey Juan II concedió el ducado de Borgoña a su segundo hijo, Felipe el Atrevido, quien se convirtió en uno de los vasallos más importantes del rey de Francia. No obstante, el estado borgoñón siguió sus propios intereres como demuestra su alianza con Inglaterra durante la guerra de los Cien Años. Aunque en 1435 se produjo la reconciliación con la Corona francesa, Borgoña se fue alejando de las necesidades políticas de Francia y se convirtió en un rival. El poder del ducado de Borgoña alcanzó su apogeo bajo el reinado de Carlos el Temerario (1467-1477), pero desaparecerá en virtud de los hábiles golpes políticos del rey de Francia, Luis XI. Su muerte en 1477 significó el fin del sueño borgoñón de resucitar la antigua Lotaringia. En 1482 murió la última gobernante de la rama Valois, María de Borgoña, pasando los territorios a Felipe de Habsburgo y sus sucesores de la Monarquía Hispánica.
La casa de Valois-Anjou fue fundada en 1360 cuando otro hijo del rey Juan II, Luis I de Anjou, fue investido con el ducado de Anjou. Esta casa centró sus esfuerzos en adquirir la corona de Nápoles tras la muerte de la reina Juana (1382). La reina Juana lo había adoptado para que la sucediera, ya que no tenía hijos ni deseaba dejar su herencia a ninguno de sus parientes cercanos, a quienes consideraba enemigos. También pudo sucederla como conde de Provenza y Forcalquier. A pesar de ser coronado en Aviñón rey de Nápoles por el antipapa Clemente VII, Luis se vio obligado a permanecer en Francia y las tropas de Juana fueron derrotadas por Carlos de Durazzo, pariente de la reina Juana como miembros de la dinastía Angevina. Los sucesores de Luis, Luis II y Luis III, fueron elegidos reyes titulares de Nápoles pero no pudieron hacerse con el reino. La situación cambió en 1435 cuando Renato de Anjou pudo subir al trono napolitano. Sin embargo, la ofensiva aragonesa lo expulsó del trono en 1442. Pese a perder la corona, la casa de Valois-Anjou retuvo el ducado de Lorena hasta 1483, cuando se extinguió.
La casa de Valois-Alenzón es quizá la menos poderosa, pero entre sus miembros destacaron importantes guerreros en la guerra de los Cien Años, como Carlos II de Alençon (caído en la batalla de Crecy en 1346) o Juan I de Alençon (muertol en la batalla de Agincourt de 1415). Se fundó en 1291 cuando Carlos de Valois recibió el título de manos de su padre el rey Felipe III. Fue sucedido por su hijo Carlos II de Alençon y sus descendencientes hasta su extinción en 1525.
La casa de França fue fundada por Dom João de França (1468-1511), hijo de Juan II, duque de Alenzón según el "Registro historico-topografico genialogico 233" de la antigua biblioteca real, actual biblioteca nacional de Lisboa.
Dom João de França no hereda ningún título, pues apenas heredó el tratamiento de "Dom"; este estableció su residencia en Santa Cruz (Isla de Madeira) según el "The Betencourt Perestrelo de Vasconcelos and their Family Archive" del archivo histórico da Madeira de la biblioteca pública de Madeira.

## Relación con la casa de Borbón
Cuando la casa de Valois se extinguió en 1589, fue sucedida por la casa de Borbón. Esta dinastía, descendiente de los Capetos a través de Roberto de Clermont, hijo de Luis IX de Francia (1226-1270), también estaba emparentada con los Valois, concretamente con los Valois-Angulema y los Valois-Alenzón por vía materna. El rey Enrique IV de Francia (III de Navarra), primer monarca de la dinastía Borbón en Francia, era descendiente de ambas ramas: por vía paterna, su padre Antonio de Borbón era hijo de Francisca de Alenzón (hija de Renato de Alenzón, duque de Alenzón) y de Carlos de Borbón. Por vía materna, su madre Juana de Albret era hija de Margarita de Angulema (hermana del rey Francisco I de Francia) y de Enrique II de Navarra. 

## Miembros de la casa de Valois
En esta lista aparecen los miembros más destacados de la casa de Valois.

### Reyes de Francia
| Dinastía de los Valois                                          | Dinastía de los Valois                                                | Dinastía de los Valois                              | Dinastía de los Valois                             | Dinastía de los Valois                             | Dinastía de los Valois |
| --------------------------------------------------------------- | --------------------------------------------------------------------- | --------------------------------------------------- | -------------------------------------------------- | -------------------------------------------------- | ---------------------- |
| Carlos de Valois (1270-1325) conde de Valois                    |                                                                       |                                                     |                                                    |                                                    |                        |
| Felipe VI de Valois (1293-1350) Rey de Francia (1328-1350)      |                                                                       |                                                     |                                                    |                                                    |                        |
| Juan II el Bueno (1319-1364) Rey de Francia (1350-1364)         |                                                                       |                                                     |                                                    |                                                    |                        |
| Carlos V el Sabio (1338-1380) Rey de Francia (1364-1380)        |                                                                       |                                                     |                                                    |                                                    |                        |
| Carlos VI el Loco (1368-1422) Rey de Francia (1380-1422)        | Luis de Valois (1372-1407) duque de Orleans                           | Luis de Valois (1372-1407) duque de Orleans         | Luis de Valois (1372-1407) duque de Orleans        | Luis de Valois (1372-1407) duque de Orleans        |                        |
| Carlos VII el Victorioso (1403-1461) Rey de Francia (1422-1461) | Rama de Valois-Orleans                                                | Rama de Valois-Angulema                             | Rama de Valois-Angulema                            | Rama de Valois-Angulema                            |                        |
| Carlos VII el Victorioso (1403-1461) Rey de Francia (1422-1461) | Carlos I de Orleans (1394-1465) duque de Orleans                      | Juan de Orleans (1399-1467) conde de Angulema       | Juan de Orleans (1399-1467) conde de Angulema      | Juan de Orleans (1399-1467) conde de Angulema      |                        |
| Luis XI el Prudente (1423-1483) Rey de Francia (1461-1483)      | Carlos I de Orleans (1394-1465) duque de Orleans                      | Juan de Orleans (1399-1467) conde de Angulema       | Juan de Orleans (1399-1467) conde de Angulema      | Juan de Orleans (1399-1467) conde de Angulema      |                        |
| Carlos VIII el Afable (1470-1498) Rey de Francia (1483-1498)    | Luis XII el Padre de su pueblo (1462-1515) Rey de Francia (1498-1515) | Carlos de Orleans (1459-1496) conde de Angulema     | Carlos de Orleans (1459-1496) conde de Angulema    | Carlos de Orleans (1459-1496) conde de Angulema    |                        |
| rama extinta                                                    | rama extinta                                                          | Francisco I (1494-1547) Rey de Francia (1515-1547)  | Francisco I (1494-1547) Rey de Francia (1515-1547) | Francisco I (1494-1547) Rey de Francia (1515-1547) |                        |
| rama extinta                                                    | rama extinta                                                          | Enrique II (1519-1559) Rey de Francia (1547-1559)   |                                                    |                                                    |                        |
| rama extinta                                                    | rama extinta                                                          | Francisco II (1544-1560) Rey de Francia (1559-1560) | Carlos IX (1550-1574) Rey de Francia (1560-1574)   | Enrique III (1551-1589) Rey de Francia (1574-1589) |                        |
| rama extinta                                                    | rama extinta                                                          | rama extinta                                        |                                                    |                                                    |                        |

### Otros títulos y ramas familiares
| Ramas de los Valois                                                                                    |
| --- |
| Rama principal de los Valois Valois-Alençon Valois-Anjou Valois-Borgoña Valois-Orleans Valois-Angulema |

| Condes y duques de Valois | condes y duques de Alençon | condes y duques de Anjou  | duques de Borgoña             | duques de Orleans                   | condes y duques de Angulema |
| ------------------------- | -------------------------- | ------------------------- | ----------------------------- | ----------------------------------- | --------------------------- |
| Carlos I (1284-1325)      | Carlos I (1291-1325)       | Carlos I (1290-1325)      | Felipe II (1363-1404)         | Felipe I (1344-1375)                | Juan I (1372-1374)          |
| Felipe I (1325-1328)      | Carlos II (1325-1346)      | Felipe I (1325-1328)      | Juan I (1404-1419)            | Luis I (1392-1407)                  | Luis I (1404-1407)          |
| Felipe II (1344-1328)     | Carlos III (1346-1375)     | Juan I (1332-1350)        | Felipe III (1419-1467)        | Carlos I (1407-1465)                | Juan I (1407-1467)          |
| Luis I (1386-1407)        | Pedro II (1375-1404)       | Luis I (1360-1384)        | Carlos I (1467-1477)          | Luis II (1465-1498)                 | Carlos I (1467-1496)        |
| Carlos I (1407-1465)      | Juan I (1404-1415)         | Luis II (1384-1417)       | María I (1477-1482)           | Enrique I (1519-1536)               | Francisco I (1496-1515)     |
| Luis II (1465-1498)       | Juan II (1415-1474)        | Luis III (1417-1434)      | duques de Brabante y Limburgo | Carlos II (1536-1545)               | Carlos II (1540-1545)       |
| Francisco I (1498-1515)   | Renato (1474-1492)         | Renato I (1434-1480)      | Antonio I (1406-1415)         | Luis III (1549-1550)                | Carlos III (1550)           |
| duques de Berry           | Carlos IV (1492-1525)      | Carlos I (1480-1481)      | Juan IV (1415-1427)           | Carlos III (1550-1560)              | Enrique III (1551-1574)     |
| Juan I (1360-1416)        | Francisco I (1566-1584)    | Enrique III (1566-1576)   | Felipe I (1427-1430)          | Enrique II (1560-1566)              | reyes de Nápoles            |
| Juan II (1416-1417)       | condes de Chartres         | Francisco III (1576-1584) | Felipe II (1430-1467)         | duques de Bretaña                   | Luis I (1382-1384)          |
| Carlos I (1416-1422)      | Carlos I (1290-1325)       | condes de Maine           | Carlos I (1467-1477)          | Claudia (1514-1524) con             | Luis II (1384-1417)         |
| Carlos II (1461-1466)     | Juan I (1302-1308)         | Carlos I (1290-1314)      | María I (1477-1482)           | Francisco II (1514-1515)            | Luis III (1417-1434)        |
| Juana I (1498-1505)       | Luis I (1325-1328)         | Felipe I (1314-1328)      | condes de Rethel              | Francisco III (1524-1536)           | Renato I (1434-1442)        |
| Margarita I (1517-1549)   | Carlos II (1328-1346)      | Juan I (1332-1350)        | Felipe I (1382-1402)          | Enrique I (1536-1547)               | Carlos IV (1495-1496)       |
| Margarita II (1549-1574)  | Renata I (1510-1574)       | Luis I (1351-1384)        | Antonio I (1402-1406)         | condes de Charolais                 | Luis II (1501-1504)         |
| Francisco I (1576-1584)   | condes de Perche           | Luis II (1384-1417)       | Felipe II (1406-1415)         | Felipe I (1391-1404)                | duques de Milán             |
| duques de Turena          | Carlos I (1291-1325)       | Luis III (1417-1434)      | Carlos I (1415-1464)          | Juan I (1404-1410)                  | Luis II (1499-1512)         |
| Felipe I (1360-1404)      | Carlos II (1328-1346)      | Carlos IV (1434-1472)     | Juan II (1464-1491)           | Felipe II (1410-1433)               | Francisco I (1515-1521)     |
| Luis I (1386-1392)        | Carlos III (1346-1361)     | Carlos V (1472-1481)      | Carlota (1491-1500)           | Carlos I (1433-1477)                | Francisco I (1524-1525)     |
| Juan I (1401-1417)        | Roberto I (1361-1377)      | Enrique II (1566-1574)    | condes de Nevers              | condes de Artois, Flandes y Borgoña | condes de Poitiers          |
| Carlos I (1416-1422)      | Pedro II (1377-1404)       | Francisco I (1574-1584)   | Felipe I (1384)               | Felipe II (1384-1404)               | Luis I (1350-1354)          |
| duques de Normandía       | Juan I (1404-1415)         | duques de Aquitania       | Juan I (1384-1404)            | Juan I (1404-1419)                  | Carlos I (1354-1364)        |
| Juan II (1332-1350)       | Juan II (1415-1474)        | Juan II (1345-1350)       | Felipe II (1404-1415)         | Felipe III (1419-1467)              | Juan II (1369-1416)         |
| Carlos I (1355-1364)      | Renato (1474-1492)         | Carlos I (1392-1401)      | Carlos I (1415-1464)          | Carlos I (1467-1477)                | Juan II (1416-1417)         |
| Carlos II (1465-1469)     | Carlos IV (1492-1525)      | Luis I (1401-1415)        | Juan III (1464-1491)          | condes de Montpensier               | Carlos II (1417-1422)       |
| condes de Soissons        | condes de Blois            | condes de Ponthieu        | duques de Luxemburgo          | Juan I (1386-1401)                  | duques de Auvernia          |
| Luis I (1404-1407)        | Luis I (1397-1407)         | Felipe III (1435-1467)    | Felipe I (1396-1467)          | Juan II (1401-1416)                 | Juan I (1360-1416)          |
| Carlos I (1407-1412)      | Carlos I (1407-1465)       | Carlos I (1467-1477)      | Carlos I (1467-1477)          | María (1416-1434)                   | María (1416-1434)           |
|                           | Luis II (1465-1498)        |                           | María I (1477-1482)           |                                     |                             |